# Atipoïdeus
Els atipoïdeus (Atypoidea) són una superfamília d'aranyes migalomorfes, actualment ja no reconeguda. Està constituïda per dues famílies:
- Els atípids (Atypidae).
- Els antrodiètids (Antrodiaetidae).

## L'antiga classificació per superfamílies
Les aranyes, tradicionalment, foren classificades en famílies que van ser agrupades en superfamílies. Quan es van aplicar anàlisis més rigorosos, com la cladística, es va fer evident que la major part de les principals agrupacions utilitzades durant el segle XX no eren compatibles amb les noves dades. Actualment, els llistats d'aranyes, com ara el World Spider Catalog, ja ignoren la classificació per sobre del nivell familiar.